# U-602 (tàu ngầm Đức)
U-602 là một tàu ngầm tấn công  Lớp Type VII thuộc phân lớp Type VIIC được Hải quân Đức Quốc Xã chế tạo trong Chiến tranh Thế giới thứ hai. Nhập biên chế năm 1941, nó đã thực hiện được bốn chuyến tuần tra và gây tổn thất toàn bộ cho một tàu chiến tải trọng 1.540 tấn. U-602 mất tích trong chuyến tuần tra cuối cùng trong Địa Trung Hải từ ngày 19 tháng 4, 1943.

## Thiết kế và chế tạo

### Thiết kế

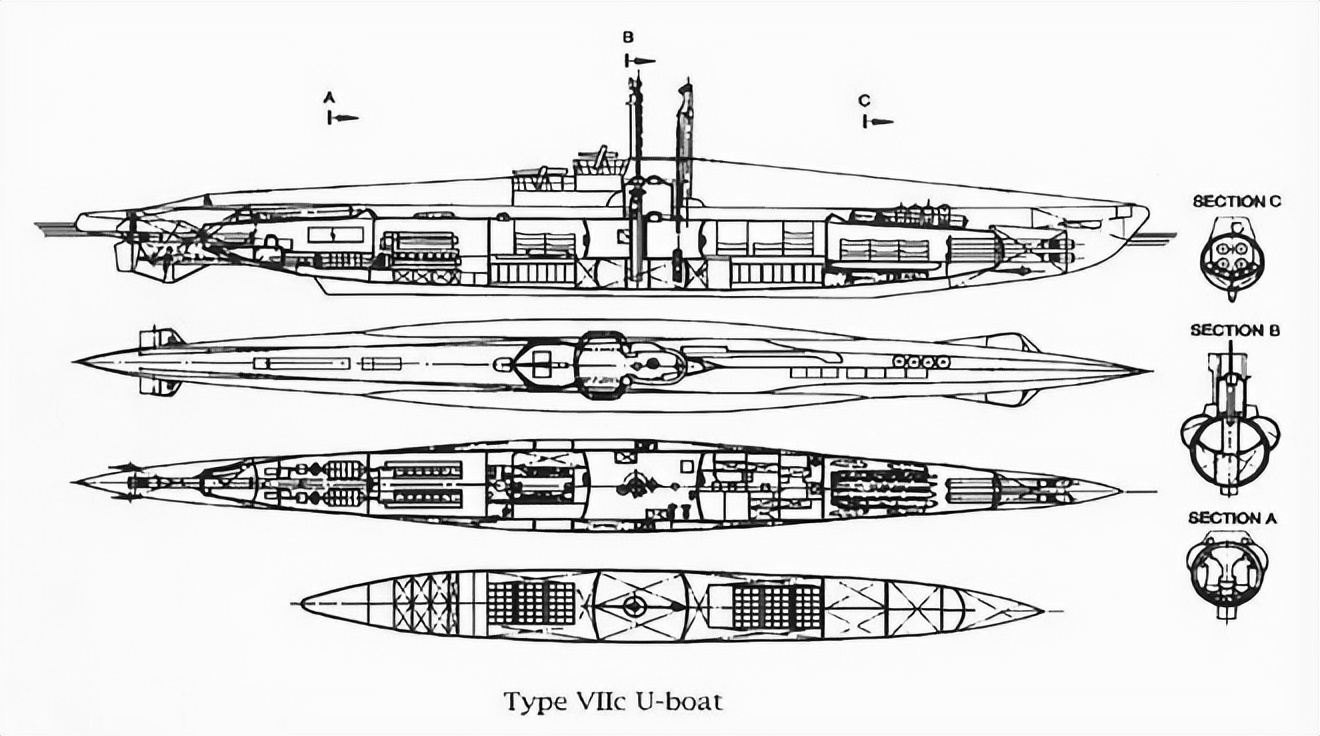
Sơ đồ các mặt cắt một tàu ngầm Type VIIC

Phân lớp VIIC của Tàu ngầm Type VII là một phiên bản VIIB được kéo dài thêm. Chúng có trọng lượng choán nước 769 t (757 tấn Anh) khi nổi và 871 t (857 tấn Anh) khi lặn). Con tàu có chiều dài chung 67,10 m (220 ft 2 in), lớp vỏ trong chịu áp lực dài 50,50 m (165 ft 8 in), mạn tàu rộng 6,20 m (20 ft 4 in), chiều cao 9,60 m (31 ft 6 in) và mớn nước 4,74 m (15 ft 7 in).
Chúng trang bị hai động cơ diesel Germaniawerft F46 siêu tăng áp 6-xy lanh 4 thì, tổng công suất 2.800–3.200 PS (2.100–2.400 kW; 2.800–3.200 bhp), dẫn động hai trục chân vịt đường kính 1,23 m (4,0 ft), cho phép đạt tốc độ tối đa 17,7 kn (32,8 km/h), và tầm hoạt động tối đa 8.500 nmi (15.700 km) khi đi tốc độ đường trường 10 kn (19 km/h). Khi đi ngầm dưới nước, chúng sử dụng hai động cơ/máy phát điện Garbe, Lahmeyer & Co. RP 137/c  tổng công suất 750 PS (550 kW; 740 shp). Tốc độ tối đa khi lặn là 7,6 kn (14,1 km/h), và tầm hoạt động 80 nmi (150 km) ở tốc độ 4 kn (7,4 km/h). Con tàu có khả năng lặn sâu đến 230 m (750 ft).
Vũ khí trang bị có năm ống phóng ngư lôi 53,3 cm (21 in), bao gồm bốn ống trước mũi và một ống phía đuôi, và mang theo tổng cộng 14 quả ngư lôi, hoặc tối đa 22 quả thủy lôi TMA, hoặc 33 quả TMB. Tàu ngầm Type VIIC bố trí một hải pháo 8,8 cm SK C/35 cùng một pháo phòng không 2 cm (0,79 in) trên boong tàu. Thủy thủ đoàn bao gồm 4 sĩ quan và 40-56 thủy thủ.

### Chế tạo
U-602 được đặt hàng vào ngày 22 tháng 5, 1940, và được đặt lườn tại xưởng tàu của hãng Blohm & Voss ở Hamburg vào ngày 8 tháng 2, 1941. Nó được hạ thủy vào ngày 30 tháng 10, 1941, và nhập biên chế cùng Hải quân Đức Quốc Xã vào ngày 29 tháng 12, 1941 dưới quyền chỉ huy của Hạm trưởng, Trung úy Hải quân Philipp Schüler.

## Lịch sử hoạt động

### 1942
Sau khi hoàn tất việc huấn luyện trong thành phần Chi hạm đội U-boat 5, U-602 được điều sang Chi hạm đội U-boat 7 từ ngày 1 tháng 10, 1942 để hoạt động trên tuyến đầu, rồi được điều sang Chi hạm đội U-boat 29 từ ngày 1 tháng 1, 1943 để hoạt động trong  Địa Trung Hải cho đến khi mất tích.

#### Chuyến tuần tra thứ nhất
U-602 xuất phát từ cảng Kiel, Đức vào ngày 26 tháng 9, 1942 cho chuyến tuần tra đầu tiên trong chiến tranh. Nó tiến ra Bắc Hải, rồi băng qua khe GI-UK giữa quần đảo Faroe và Iceland để vòng qua quần đảo Anh và hoạt động tại khu vực Trung tâm Bắc Đại Tây Dương. Chiếc U-boat không đánh chìm được mục tiêu nào, và kết thúc chuyến tuần tra khi đi đến cảng Lorient bên bờ Đại Tây Dương của Pháp đã bị Đức chiếm đóng, đến nơi vào ngày 6 tháng 11.

#### Chuyến tuần tra thứ hai
U-602 rời cảng Lorient vào ngày 1 tháng 12 cho chuyến tuần tra thứ hai và được lệnh chuyển sang hoạt động tại vùng biển Địa Trung Hải. Nó thành công khi vượt qua được eo biển Gibraltar được lực lượng Đồng Minh phòng thủ nghiêm ngặt vào ngày 8 tháng 12, và sang ngày hôm sau đã phóng ngư lôi đánh trúng chiếc tàu khu trục HMS Porcupine (1.540 tấn) của Hải quân Hoàng gia Anh ở vị trí về phía Đông Bắc Oran, Algérie; Porcupine được các đồng đội kéo về cảng Oran, nhưng được xem là một tổn thất toàn bộ. U-602 kết thúc chuyến tuần tra khi đi đến cảng La Spezia, Ý vào ngày 21 tháng 12.

### 1943

#### Chuyến tuần tra thứ ba
U-602 khởi hành từ cảng La Spezia vào ngày 6 tháng 2 cho chuyến tuần tra thứ ba, để hoạt động dọc bờ biển Bắc Phi ngoài khơi Algérie. Nó không đánh chìm được mục tiêu nào, và đi đến cảng Toulon ở miền Nam nước Pháp vào ngày 9 tháng 3.

#### Chuyến tuần tra thứ tư – Mất tích
U-602 xuất phát từ cảng Toulon vào ngày 11 tháng 4 cho chuyến tuần tra thứ tư, cũng là chuyến cuối cùng, để hoạt động tiếp tục dọc bờ biển Bắc Phi ngoài khơi Algérie. Nó báo cáo bằng vô tuyến về căn cứ lần cuối cùng vào ngày 19 tháng 4, ở vị trí về phía Bắc Oran, tại tọa độ 36°50′B 00°00′T / 36,833°B 0°Đ, và sau đó mất tích mà không rõ nguyên nhân. U-602 được cho là đã mất với tổn thất toàn bộ 48 thành viên thủy thủ đoàn trên tàu.
Trước đây người ta tin rằng U-602 bị đánh chìm do trúng mìn sâu thả từ một máy bay ném bom Lockheed Hudson thuộc Liên đội 500 Không quân Hoàng gia Anh tại tọa độ 36°10′B 00°30′T / 36,167°B 0,5°T vào ngày 23 tháng 4, 1943. Đợt tấn công này thực ra đã nhắm vào tàu ngầm U-453 nhưng không gây ra thiệt hại nào.

### "Bầy sói" tham gia
U-602 từng tham gia hai bầy sói:
- Panther (6 – 16 tháng 10, 1942)
- Puma (16 – 29 tháng 10, 1942)

### Tóm tắt chiến công
U-602 đã gây tổn thất toàn bộ cho một tàu chiến tải trọng 1.540 tấn:
| Ngày             | Tên tàu       | Quốc tịch              | Tải trọng | Số phận          |
| ---------------- | ------------- | ---------------------- | --------- | ---------------- |
| 9 tháng 12, 1942 | HMS Porcupine | Hải quân Hoàng gia Anh | 1.540     | Tổn thất toàn bộ |